# Mbanza-Ngungu
Mbanza-Ngungu è una città della Repubblica Democratica del Congo, situata nella Provincia del Congo Centrale.